# 13963 Euphrates
A 13963 Euphrates (ideiglenes jelöléssel 1991 PT4) egy kisbolygó a Naprendszerben. Eric Walter Elst fedezte fel 1991. augusztus 3-án.